# Académie des beaux-arts de Catanzaro
Pour les articles homonymes, voir Académie des beaux-arts.
L' Académie des beaux-arts de Catanzaro (italien : Accademia di Belle Arti di Catanzaro) est une académie d'art publique à Catanzaro, en Italie. Elle a été fondée en 1972.